# Eje pedalier

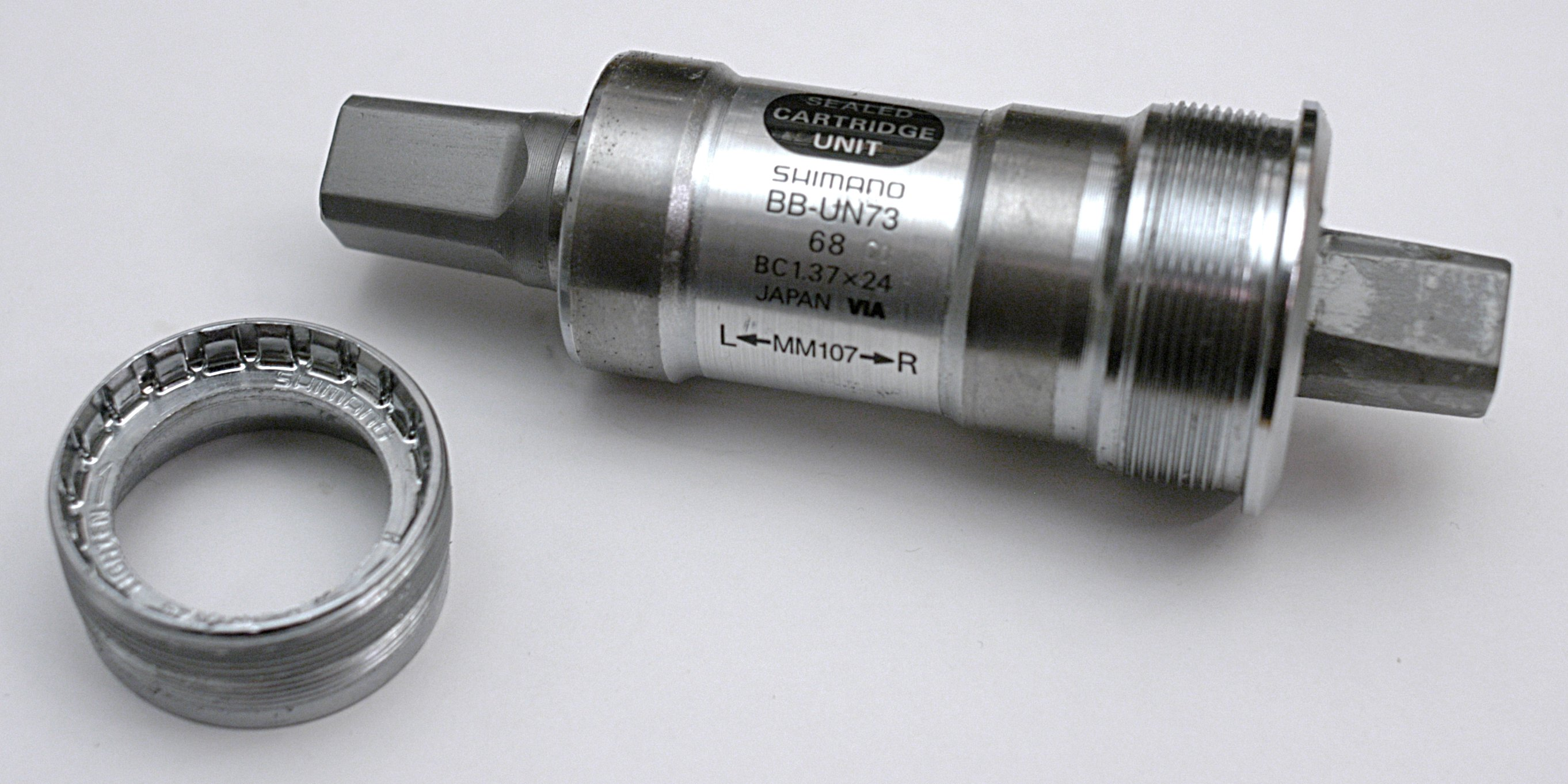
Un eje pedalier tipo cartucho sellado con cabezal cuadrado

El eje pedalier de una bicicleta gira sobre los rodamientos contenidos en la caja del pedalier. El eje pedalier contiene un cabezal donde las bielas se unen y los platos y los pedales se adhieren a las bielas.

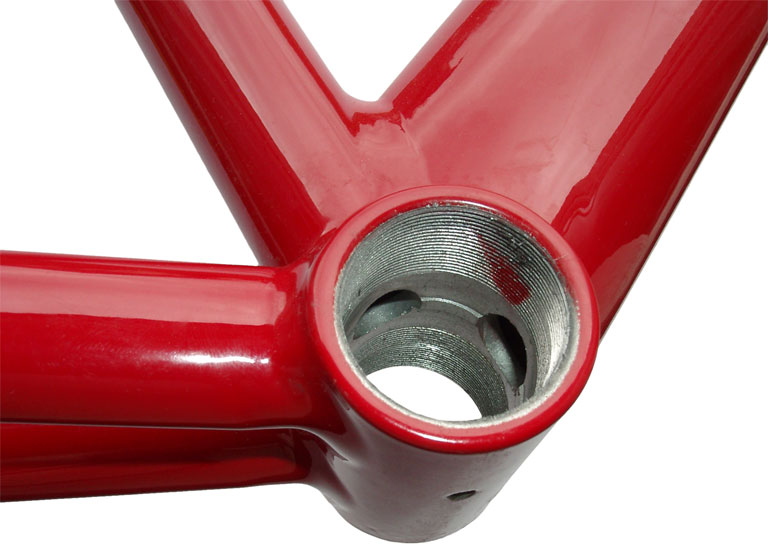
Caja de pedalier

La caja del pedalier conecta al tubo del asiento, el tubo oblicuo o inferior y las vainas como parte del cuadro de la bicicleta.
Son tres los tipos más comunes de pedalier:
- Ajustables, que usan cojinetes con sistema conos- cazoletas metidos en la caja del pedalier.
- Cartucho sellado, en que el eje y los rodamientos forman una pieza completa que se introduce dentro de la caja de pedalier.
- De una pieza, una sola pieza de acero forma los brazos de manivela y un eje. El eje se desplaza sobre cojinetes en el interior del pedalier.  La mayoría de las bicicletas playeras de una velocidad tienen una unidad de una sola pieza que conforma el pedalier.[1][2]